# La Stella del Mattino
La Stella del Mattino è una comunità religiosa che nasce in Italia nel 1987 per iniziativa di un gruppo di monaci buddisti zen italiani e giapponesi provenienti dal monastero Antaiji, in Giappone, accompagnati da Watanabe Kōhō, sino ad allora abate di quel monastero. Già prima dell'arrivo in Italia era iniziato il rapporto con il padre saveriano Luciano Mazzocchi, per vent'anni missionario in Giappone indicato, su richiesta di Antaiji, dal responsabile per il dialogo dell'arcidiocesi di Tokyo.
Il gruppo decide di dar vita ad un'associazione che rappresenti la comunità, e viene scelto il nome di "Stella del Mattino": simbolo che indica il momento sospeso fra la notte e il giorno, fra il buio e la luce. L'intenzione è quella di dar vita ad una comunità buddista zen, aperta al dialogo con altre visioni culturali e religiose, in particolare con il Cristianesimo, considerando il dialogo come parte del cammino di ciascuno. L'associazione “Stella del Mattino – comunità buddista zen italiana”, nasce a Genova nel 1988 ed ha come soci fondatori: Mauricio Yūshin Marassi, Giuseppe Jisō Forzani, Massimo Daidō Strumia, mentre padre Mazzocchi è accolto nell'Associazione nella veste di consigliere cristiano. L'abate Watanabe Kōhō ne è il presidente onorario.
La "Stella del Mattino" è considerata una delle esperienze più importanti in Italia per il dialogo tra cristiani e buddhsti . Ed è stato uno dei pochi centri monastici interreligiosi nel mondo .

## La prima sede
Nell'estate 1990 Mauricio Yūshin Marassi e Giuseppe Jisō Forzani fondano la comunità "Stella del Mattino" a San Costanzo, vicino a Fano mentre padre Mazzocchi fonda a Figline Valdarno, non lontano da Firenze, la comunità “L'origine: la Croce e il Nulla”. Dopo tre anni e varie vicende (fra cui il rientro in Giappone dell'abate Watanabe, gravemente malato) la comunità di Figline chiude: padre Mazzocchi ha un incarico a Mazara del Vallo. Al termine del proprio impegno in Sicilia decide di trascorrere un anno sabbatico presso la Stella del Mattino di San Costanzo, dando forma al progetto originario: inserirsi nella comunità buddhsta come membro cristiano per vivere l'incontro sul piano della vita quotidiana. Al termine di quell'anno la casa di San Costanzo si rivela una sede problematica. Si decide di proseguire l'esperienza insieme, in una nuova sede, con una nuova formula: una comunità mista (che prenderà il nome provvisorio di “Vangelo e Zen”), in collegamento con varie associazioni religiose, tra le quali l'associazione buddhsta "Il Cerchio Vuoto" nel frattempo fondata da Massimo Daidō Strumia, separatosi dalla Stella del Mattino già nel 1988.

## La storia
Padre Mazzocchi trova inserimento nella diocesi di Lodi (fine 1994), gli viene affidata la chiesetta di Galgagnano, dove il sindaco segnala la disponibilità di una grande cascina che diviene la nuova sede. Viene fondata una nuova associazione -poi sciolta nel 2009- che prende il nome a sua volta di "Stella del Mattino", di matrice cristiana e che affianca l'altra associazione "Stella del Mattino – comunità buddista zen italiana". 
Della nuova associazione è presidente padre Mazzocchi mentre Jisō Giuseppe Forzani è membro del consiglio direttivo come consigliere buddista. In seguito entrano nel Consiglio direttivo anche Mauricio Yūshin Marassi e Federico Battistutta. Si accosta la pratica dello zazen a quella dell'eucaristia, a seguire, nella medesima sala, con la partecipazione di tutti i presenti. Si formano gruppi in varie città d'Italia. Si propone alle persone che si riconoscono in questo stile di vita di formalizzare questa scelta con dei voti laici e dei precetti da assumere e rinnovare annualmente. Questa modalità prosegue per quasi 5 anni.
Nel 1999 alcuni segnali indicano che è il momento di un nuovo cambiamento: lo stile della comunità ha una forte componente “missionaria esterna”, l'accostamento delle pratiche rischia di diventare una formula ripetitiva e costrittiva; emerge la responsabilità, verso le persone che si rivolgono allo zen, di una testimonianza più incisiva su quel versante.

## Critiche da parte cristiana
Rilievi critici che vengono anche dall'“esterno”: sul versante cattolico citiamo, tra gli altri, un lungo articolo de La Civiltà Cattolica in cui si criticano dal punto di vista teologico-dogmatico i testi di commento ai Vangeli e si vedono elementi di confusione in certe forme di commistione delle pratiche religiose proposte. Anche il nome "Vangelo e Zen" non è ritenuto idoneo in quanto paritetico.

Il 15 ottobre 1989 il cardinale Ratzinger in qualità di Prefetto della Congregazione per la dottrina della fede scrisse una lettera indirizzata ai vescovi in cui chiedeva che fosse messo fine alle pratiche di meditazione in comune e ad altri incontri religiosi tra cattolici e buddisti 

Sul versante zen, giungono critiche da parte di chi vorrebbe approfondire l'esperienza buddista senza necessariamente accostarla alla partecipazione alle funzioni cattoliche.

Giuseppe Jisō Forzani decide di prendere il suo periodo sabbatico ed esce fisicamente dalla comunità di Galgagnano (primi mesi 2000). Dopo un periodo di ripensamento il dialogo prosegue nella modalità di far convivere nel medesimo contenitore (la casa di Galgagnano) due esperienze differenti ma contigue: una, ispirata da padre Mazzocchi, che si configura come un'esperienza cristiana che contiene lo zazen, l'altra organizzata da Forzani, che propone l'esperienza mensile di un ritiro basato integralmente sullo zazen. Due modalità che dialogano per il fatto di accadere nello stesso luogo e che possono essere partecipate dai medesimi attori. Da questa nuova modalità nascono nuove realtà e problematiche. 

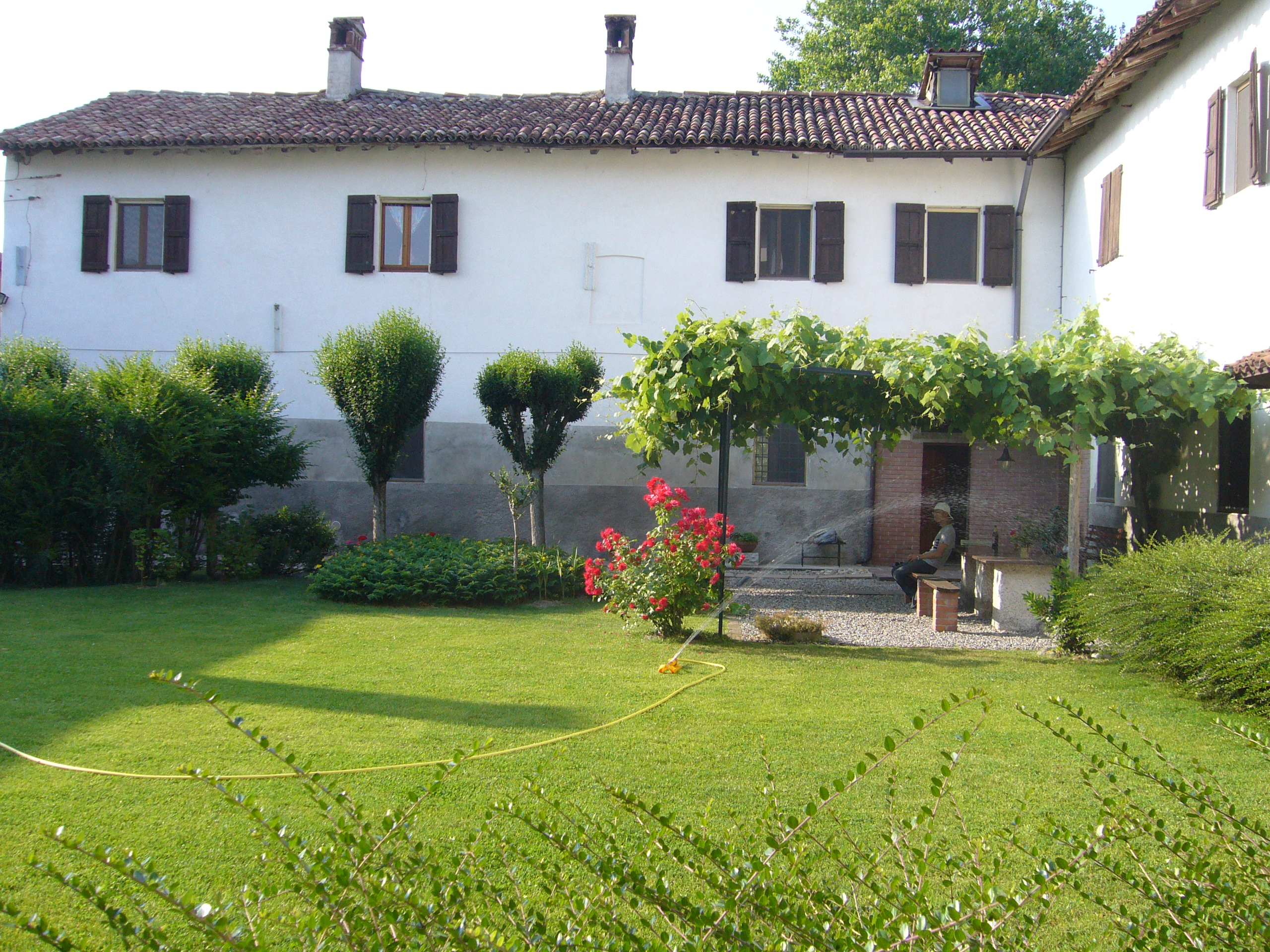
Estate a Galgagnano

## Il presente
Dalla fine del 1999 si creano come due comunità che utilizzano lo stesso luogo in tempi differenti. Dopo cinque anni si prospetta un nuovo cambiamento: dal settembre 2005 Jisō Giuseppe Forzani diviene responsabile unico della conduzione comunitaria della struttura di Galgagnano, mentre padre Mazzocchi inizia un'attività a Milano, dove si trasferisce. 
La casa di Galgagnano si organizza come una comunità buddista zen, i residenti aumentano di numero, l'attività della Casa è caratterizzata da ritiri mensili dedicati integralmente allo zazen (sesshin) e da incontri di studio mensili.
Nell'aprile 2009 le figure di riferimento della Comunità decidono di chiudere la sede di Galgagnano, considerando conclusa la sua attività e di sciogliere la seconda Stella del Mattino, quella di matrice cristiana nata nel 1994. Una sorta di eutanasia decisa al fine di permettere al buddismo zen italiano, occidentale, di manifestarsi in nuove forme, senza i legami vincolanti del retaggio passato, contemporaneamente la direzione della comunità è affidata al monaco buddista zen Mauricio Yūshin Marassi. Senza una sede residenziale, né una sede centrale l'attività della "Stella del Mattino-Comunità buddista zen italiana" prosegue in diverse città d'Italia in modo autonomo e spontaneo. Contemporaneamente padre Mazzocchi fonda una nuova comunità, dal nome "Vangelo e Zen", che ha a Desio la sua sede.

## Ritiri spirituali
Presso la Casa di Galgagnano, furono organizzati due tipologie di ritiri: uno diretto da padre Mazzocchi, di impostazione cristiana, l'altro diretto da Forzani, dedicato allo zazen e allo studio di testi. Altre iniziative di carattere intensivo si tengono periodicamente in varie città italiane.

## Collegamenti in Italia
Nel corso degli anni la realtà della Comunità si è articolata in varie città italiane in gruppi di persone, a volte anche di numero esiguo. Questi gruppi non hanno una struttura verticistica o un organico di tipo clericale. Piuttosto ciascuno tenta di impersonare, con adattamenti alle realtà locali, l'istanza religiosa -potremmo dire le vocazioni individuali- delle persone che li compongono, rispecchiando così inclinazioni che possono essere prettamente di spirito zen, oppure cristiano o, in qualche caso, tentativi di far convivere le due tradizioni.

## Pubblicazioni
La Stella del Mattino - Laboratorio per il dialogo religioso è anche il titolo di una rivista trimestrale, pubblicata per otto anni, sino alla fine del 2009 quando ha sospeso le pubblicazioni. Da molti anni i membri della comunità sono attivi nella pubblicazione di testi buddisti, cristiani, di dialogo e confronto tra le due esperienze religiose.